# Carl Weingartner
Carl Weingartner ou Karl Weingärtner est un ancien arbitre allemand de football des années 1930. Il arbitra surtout entre 1931 et 1937.

## Carrière
Il a officié dans une compétition majeure : 
- JO 1936 (1 match)